# Chlorochinaldol
Chlorochinaldol (łac. chlorquinaldolum) – organiczny związek chemiczny, chlorowa pochodna 8-hydroksychinoliny. Stosowany jako lek o działaniu przeciwbakteryjnym i przeciwgrzybiczym.

## Działanie
Przeciwbakteryjne, przeciwgrzybicze i przeciwpierwotniakowe, silnie na ziarniaki Gram-dodatnie i grzyby z klasy Saccharomycetes (w tym Candida albicans). Lek chelatuje jony metali (zwłaszcza żelaza) biorące udział w procesach rozwojowych bakterii; w wiązaniu bierze udział grupa hydroksylowa w pozycji 8 i heterocykliczny atom azotu w pozycji 1.

## Zastosowanie
Miejscowo w leczeniu bakteryjnych i grzybiczych zakażeń błon śluzowych jamy ustnej, gardła, pochwy, skóry. Ropne stany zapalne skóry, nieżyt błony śluzowej nosa, stany zapalne dziąseł, przewodu pokarmowego. Mieszane zakażenia pochwy wywołane przez bakterie, rzęsistka pochwowego i grzyby.

## Działania niepożądane
Pochodne chinoliny mogą powodować podostrą neuropatię rdzeniowo-wzrokową (ang. subacute myelo-optic neuropathy, SMON). Początkowo objawia się biegunką, następnie bólami, osłabieniem mięśni, utratą czucia, zaburzeniami widzenia aż do ślepoty włącznie. Choroba ta może pojawić się przy stosowaniu dawek rzędu kilkuset miligramów dziennie. W wielu krajach nie stosuje się doustnie preparatów zawierających pochodne 8-hydroksychinoliny.

## Postacie leku
Chlorochinaldol jest dostępny jako tabletki doustne do ssania, tabletki dopochwowe, tabletki do odkażania jamy ustnej i maści 3%.

## Preparaty
- Chlorchinaldin – tabletki do ssania, maść
- Gynalgin – tabletki dopochwowe